# Liste d'œuvres littéraires japonaises
Cette page liste les œuvres notables de littérature d'auteurs japonais.

## Bashō Matsuo
- Cent-onze Haiku, Éditions Verdier, coll. « Poésie », 1998, 110 p. (ISBN 2-86432-291-9).

## Bin Ueda
- Tourbillon 1910  (préf. Dominique Millet-Gérard, traduction, notes et étude Ogawa Hiroko), Rome, 2011.

## Buson Yosa
- 66 Haiku, Éditions Verdier, coll. « Poésie », 2004, 66 p. (ISBN 2-86432-423-7).

## Collectifs et non attribués
- Contes et légendes du Japon, Flies France Éditions, coll. « Aux Origines Monde », 2001, 2e éd., 220 p. (ISBN 2-910272-10-9).
- Gouverneurs de province et guerriers dans les histoires qui sont maintenant du passé : Konjaku monogatarishu  (trad. Francine Hérail), Éditions Collège de France Institut des hautes études japonaises, 2004 (ISBN 2-913217-10-9).
- Histoire d'Isoho : Fables en prose, 1593, 1610-1660.
- Histoires qui sont maintenant du passé  (trad. Bernard Frank), Éditions Gallimard, coll. « Connaissance de l'Orient », 1987, 336 p. (ISBN 2-07-070922-1).
- Histoires fantastiques du temps jadis  (trad. Dominique Lavigne-Kurihara), Éditions Picquier, coll. « poche », 2004, 288 p. (ISBN 2-87730-749-2).
- Histoires d'amour du temps jadis (précédées de Portraits crachés)  (trad. Dominique Lavigne-Kurihara), Éditions Picquier, coll. « poche », 245 p. (ISBN 2-87730-794-8).
- Sarashina, Murasaki Shikibu et Izumi Shikibu, Journaux des dames de cour du Japon ancien, Éditions Picquier, coll. « poche », 1998, 210 p. (ISBN 2-87730-382-9).
- Mille ans de littérature japonaise : Une anthologie du VIIIe au XVIIIe siècle, Éditions Picquier, coll. « poche », 2005, 493 p. (ISBN 2-87730-818-9).

## Dazai Osamu
- Soleil couchant, Éditions Gallimard, coll. « L'Imaginaire », 1987, 201 p. (ISBN 2-07-070847-0).
- La Déchéance d'un homme, Éditions Gallimard, coll. « Connaissance de l'Orient », 1990, 180 p. (ISBN 2-07-072088-8).
- Mes dernières années, Éditions Fayard, 1997, 329 p. (ISBN 2-213-59913-0).
- Les Deux Bossus, Éditions Picquier, coll. « Contes et Légendes », 1998, 190 p. (ISBN 2-87730-344-6).
- Cent Vues du mont Fuji, Éditions Picquier, coll. « poche », 2003, 272 p. (ISBN 2-87730-653-4).
- La Femme de Villon, Éditions du Rocher, coll. « Nouvelle », 2005, 65 p. (ISBN 2-268-05280-X).
- Pays natal, Éditions Picquier, coll. « poche », 2006, 283 p. (ISBN 2-87730-813-8).

## Inoue Yasushi
- Corrida, 1946.
- Combats de taureaux, Éditions Stock, 1997 ((ja) 闘牛, Tōgyū, 1947)  (ISBN 2-234-04797-8).
- L'Invité à la veillée funèbre ((ja) 通夜の客, Tsuya no kyaku, 1949).
- Le Fusil de chasse, Éditions Stock, 2000 ((ja) 猟銃, Ryoju togyu, 1949)  (ISBN 2-234-05210-6).
- La Marée noire ((ja) くろい潮, Kuroi ushio, 1950).
- La Paroi de glace, Éditions Stock, 2001 ((ja) 氷壁, Hyōheki, 1950)  (ISBN 2-234-05372-2).
- L'Amour, la mort et les vagues, Éditions Picquier, 1999 ((ja) 死と恋と波と, Kekkon kinenbi, 1950-1951)  (ISBN 2-87730-414-0).
- Pluie d'orage, Éditions Stock, 2001 ((ja) 雷雨, Raiū, 1950 à 1952)  (ISBN 2-234-05339-0).
- Une voix dans la nuit, Éditions Pof / Le Serpent à plumes, 2001 ((ja) 夜の声, Yoru no koe, 1952)  (ISBN 2-84261-267-1).
- Au bord du lac, Éditions Stock, 2001 ((ja) 比良のシャクナゲ, 1952)  (ISBN 2-234-05472-9).
- L'Homme des terres étrangères ((ja) 異域の人, Iiki No Hito, 1953).
- La Tuile de Tenpyō, 1985 ((ja) 天平の甍, Éditions Pof, 1957).
- Asunarô, Éditions Picquier, 1999 ((ja) あすなろ物語, Asunaro monogatari, 1958).
- La Geste des Sanada, Éditions Pof, 2000 ((ja) 真田軍記, Sanada gu, 1958).
- Les Chemins du désert, Éditions Stock, 1998 ((ja) 敦煌, 1959).
- Loulan, 1999 ((ja) 楼蘭, Rōran, Éditions Picquier, 1959).
- Le Loup bleu (Le Roman de Gengis-Khan), Éditions Picquier, 1998 ((ja) 蒼き狼, Aoki Okami, 1960)  (ISBN 2-87730-171-0).
- Le Château de Yodo, Éditions Picquier, 1998 ((ja) 淀どの日記, Yodo-Dono nikki, 1960)  (ISBN 2-87730-360-8).
- Shirobamba, Éditions Gallimard Folio, 1993 ((ja) しろばんば, Shirobamba, 1960 à 1962)  (ISBN 2-07-038801-8).
- Kōsaku, Éditions Denoël ((ja) 続・しろばんば, 1995)  (ISBN 2-207-24258-7).
- Vent et vagues (Le Roman de Kubilai-Khan), Éditions Picquier, 1998 ((ja) 風濤, Fûtô, 1963)  (ISBN 2-87730-264-4).
- La Favorite (Le Roman de Yang Kouei-fei), Éditions Picquier, 1998 ((ja) 楊貴妃伝, Yokihi den, 1963 à 1965)  (ISBN 2-87730-197-4).
- Rêves de Russie, Phebus, 2004 ((ja) おろしや国酔夢譚, Oroshia koku suimutan, 1968)  (ISBN 2-85940-984-X).
- Les Dimanches de Monsieur Ushioda, Éditions Stock, 2000 ((ja) 欅の木, Keyaki no ki, 1970)  (ISBN 2-234-05195-9).
- Voyage au-delà de Samarkand ((ja) 西域物語, Saiiki Monogatari, 1971)
- (ja) Goshirakawa-In, 1972.
- Histoire de ma mère, Éditions Stock, 1997 ((ja) わが母の記, Waga haha no ki, 1975)  (ISBN 2-234-05671-3).
- Confucius, Livre de poche, 2000 ((ja) 孔子, Kōshi, 1989)  (ISBN 2-253-93337-6).
- Le Maître de thé, 2000 ((ja) 本覚坊遺文, Honkaku bō ibun, Le Livre de poche, 1991)  (ISBN 2-253-93324-4).

### Recueils de dates diverses
- Le Faussaire, Stock, 1989 (ある偽作家の生涯, Aru gissaka no shogai, 1951, 1955 et 1958)  (ISBN 2-234-05730-2).
- La Chasse dans les collines, Éditions Stock, 1999 (斜面, Shamen, 1949 et 1951)  (ISBN 2-234-05096-0).

### Publiés dans des recueils français
- « Notes sur ceux qui prirent la mer en quête de la Terre Pure (補陀落渡海記), 1961 », dans Anthologie de nouvelles japonaises contemporaines, t. I.
- « Un Printemps dans les provinces du Nord (北国の春), 1961 », dans Anthologie de nouvelles japonaises, t. III.
- « Kobandai (小磐梯), 1961 », dans Cahiers du Japon, numéro spécial, La littérature dans le Japon d'après-guerre,‎ 1985.
- « Rencontre avec le maître (extraits de portraits d'écrivains) (谷崎先生のこと) », Magazine littéraire, nos 216-217,‎ 1985.

## Kenzaburō Ōe
- Une affaire personnelle [« 個人的な体験, Kojinteki na taiken »]  (trad. du japonais), Édition Stock, coll. « Bibliothèque cosmopolite »,‎ 1965, 178 p. (ISBN 2-234-01852-8).
- Une existence tranquille [« 静かな生活, Shizuka na seikatsu »]  (trad. du japonais), Édition Gallimard, coll. « Folio »,‎ 1990, 288 p. (ISBN 2-07-073046-8).

## Mishima Yukio
- Le Pavillon d'or, Éditions Gallimard, coll. « Folio », 1975, 375 p. (ISBN 2-07-036649-9).
- Confession d'un masque, Éditions Gallimard, coll. « Folio », 1983, 246 p. (ISBN 2-07-037455-6).

## Miyazawa Kenji
- Train de nuit dans la Voie lactée, Éditions Le Serpent à Plumes, coll. « Motifs », 1995 (ISBN 2-908957-61-2).
- Le Coquillage de feu et autres contes, Éditions L'Harmattan, coll. « Lettres asiatiques », 2000, 189 p. (ISBN 2-7384-2987-4).
- Le Diamant du Bouddha, Éditions Le Serpent à Plumes, coll. « Motifs », 2003, 212 p. (ISBN 2-84261-457-7).
- Les Pieds nus de la lumière, Éditions Le Livre de poche, 2003, 253 p. (ISBN 2-253-93372-4).
- Traversée de la neige, Éditions Blandin Noël, coll. « Sillages », 2004 (ISBN 2-907695-44-4).
- Les Astres jumeaux, Éditions Du Rocher, coll. « Fiction étrangère », 2006 (ISBN 2-268-05982-0).
- Les Fruits du gingko, Éditions du Rocher, coll. « Motifs », 2006, 204 p. (ISBN 2-268-05990-1).

## Murakami Haruki
- La Course au mouton sauvage, éd. Seuil, 1990, 298 p. (ISBN 2-02-010614-0).

## Murasaki Shikibu
- Le Dit du Genji  (2 vol. : Magnificence et Impermanence), Éditions POF, coll. « Les Œuvres capitales de la littérature japonaise », 1999, 1311 p. (ISBN 2-7169-0262-3).
- Journal de Murasaki Shikibu, Éditions POF, 2000, 115 p. (ISBN 2-7169-0324-7).

## Nagai Kafū
- La Sumida [« 隅田川 »]  (trad. du japonais), Édition Gallimard, coll. « Connaissance de l'Orient » (ISBN 2-07-071328-8).
- Du côté des saules et des fleurs [« 腕くらべ »]  (trad. du japonais), Éditions Philippe Picquier, coll. « Picquier poche », 224 p. (ISBN 2-87730-179-6).
- Chronique d'une saison des pluies [« つゆのあとさき »]  (trad. du japonais), Éditions Philippe Picquier, coll. « Picquier poche », 162 p. (ISBN 2-87730-353-5).
- Le Bambou nain [« おかめ笹 »]  (trad. du japonais), Éditions Philippe Picquier, coll. « Picquier poche », 224 p. (ISBN 2-87730-398-5).
- Interminablement la pluie [« 雨瀟瀟 »]  (trad. du japonais), Éditions Philippe Picquier, coll. « Picquier poche », 187 p. (ISBN 2-87730-207-5).

## Ōgai Mori
- L'Oie sauvage, Éditions P.O.F., 1911 (ISBN 2-7169-0240-2).
- Vita sexualis ou l'Apprentissage amoureux du professeur Kanai Shizuka, Éditions Gallimard, coll. « Connaissance de l'Orient », 1981, 166 p. (ISBN 2-07-071478-0).
- La Danseuse, Éditions Du Rocher, 85 p. (ISBN 2268058026).
- Le Jeune Homme, Éditions Du Rocher, coll. « Série japonaise », 252 p. (ISBN 2-268-05805-0).

## Ryūnosuke Akutagawa
- Rashômon et autres contes, Éditions Gallimard, coll. « Connaissance de l'Orient », 1986, 292 p. (ISBN 2-07-070748-2).
- La Vie d'un idiot et autres nouvelles, Éditions Gallimard, 1987 (ISBN 2-07-071064-5).
- La Magicienne [« 妖婆 »]  (trad. du japonais), Éditions Philippe Picquier,‎ 2003 (ISBN 2-87730-677-1).
- Une vague inquiétude, Éditions Rocher, 2005 (ISBN 2-268-05279-6).

## Sōseki Natsume
- Botchan [« 坊っちゃん »]  (trad. du japonais), Éditions Le serpent à plumes, coll. « Motifs »,‎ 2005, 248 p. (ISBN 2-84261-168-3).
- Je suis un chat [« Wagahai wa neko de aru, 吾輩は猫である »]  (trad. du japonais), Editions  Gallimard, coll. « Connaissance de l'Orient », 438 p. (ISBN 2-07-070634-6).
- Sanshirô [« 三四郎 »]  (trad. du japonais), Éditions Gallimard, coll. « Connaissance de l'Orient », 319 p. (ISBN 978-2-07-074159-5).
- La Porte [« Mon, 門 »]  (trad. du japonais), Éditions Philippe Picquier, coll. « Japon », 237 p. (ISBN 978-2-87730-093-3).
- Clair-obscur [« Meian, 明暗 »]  (trad. du japonais, inachevé), Éditions Rivages, 484 p. (ISBN 978-2-86930-371-3).
- À travers la vitre [« Garasudo no naka, 硝子戸の中 »]  (trad. du japonais), Éditions Rivages, coll. « Rivages poche », 115 p. (ISBN 978-2-7436-0873-6).
- Oreiller d'herbe [« Kusamakura, 草枕 »]  (trad. du japonais), Éditions Rivages, 169 p. (ISBN 2-86930-245-2).

## Divers
- Shichirô Fukazawa, Narayama, Éditions Gallimard, coll. « Folio », 1959, 160 p.
- Jippensha Ikkû, À pied sur le Tôkaidô, Éditions Philippe Picquier, 2000 (ISBN 2-87730-361-6).